# Malki
Malki, de son vrai nom William Valencia, né à Lima au Pérou, est un musicien folklorique péruvien.

## Biographie
Il commence sa carrière de musicien en 1982, au sein du groupe de musique latino-américaine Soncco Sua ("Voleur de cœurs") à Lima, puis entre en 1987 dans le groupe Kotosh de Callao comme guitariste. Entre 1989 et 1991, Malki anime et produit l'émission de radio Pentagrama Latinoamericano sur Radio Star 1300 A.M. à Lima, spécialisée dans le folklore latino-américain. Son dévouement pour la culture andine trouve une juste récompense en 1994, lorsqu'il reçoit, avec son groupe Alpamayo le prix La Bella Andina del año 1994 ("La belle andine de 1994"), décerné par la Radio Nacional del Perú qui récompense la meilleure chanson de l'année pour la chanson Tal vez. Il part alors, en 1996, pour la Suisse, avec son groupe Kotosh, qu'il quitte en 1998 pour se lancer dans une carrière en solo.Son arrivée en Suisse lui permet de faire ses premiers pas au théâtre: Malki joue en effet en 1997 dans Le dernier des Incas d'Alexis Giroud. Il participe à plusieurs émissions du Kiosque à musique de la Radio Suisse Romande, et enregistre un album en 2002, intitulé Misa Criolla, du nom d'une messe sacrée composée en 1964 par l'auteur-compositeur et pianiste argentin Ariel Ramirez. Malki en assure l'adaptation pour des instruments exclusivement andins. Enfin, il a été nommé délégué à la culture de l’Association Culturelle Pérou (ACP) à Lausanne pour l'année 2004-2005.
Malki anime depuis 1999 des soirées publiques ou privées, des vernissages, ou encore des événements culturels. Il n'a pas oublié son folklore, puisqu'il s'occupe également de présentations didactiques des instruments et des genres musicaux latino-américains.

## Sources
- « Malki », sur la base de données des personnalités vaudoises sur la plateforme « Patrinum » de la Bibliothèque cantonale et universitaire de Lausanne.